# Luciana Angiolillo
Luciana Angiolillo, nome d'arte di Luciana Nevi (Roma, 22 dicembre 1925 – Napoli, 8 agosto 2014), è stata un'attrice italiana.

## Biografia
Nata a Roma nel 1925, già trentenne viene notata dal regista Luciano Emmer che la fa debuttare nel cinema come protagonista del film Camilla (1954), dove lavora insieme a Gabriele Ferzetti. L'anno successivo è Vittorio Sala a riportarla davanti alla cinepresa nella parte di un'indossatrice in Donne sole.
Nel 1962 interpreta la parte della moglie separata di Bruno Cortona, interpretato da Vittorio Gassman, ne Il sorpasso di Dino Risi.
I film successivi non le permettono, però, di uscire da parti secondarie, sino alla decisione di abbandonare la carriera di attrice, presa alla metà degli anni '60, per intraprendere l'attività di direttrice di una casa di moda. 
Dal 1947 al 1958 è stata sposata con il giornalista Giuseppe Gaetano Angiolillo, figlio di Renato Angiolillo, fondatore ed editore del quotidiano Il Tempo. Dalla loro unione nacque Renato Angiolillo Junior. Dopo l'annullamento del primo matrimonio, sposò in seconde nozze il professor Mario Tellini, primario dell'Ospedale San Filippo Neri di Roma.
È morta nel 2014, a 88 anni.

## Filmografia

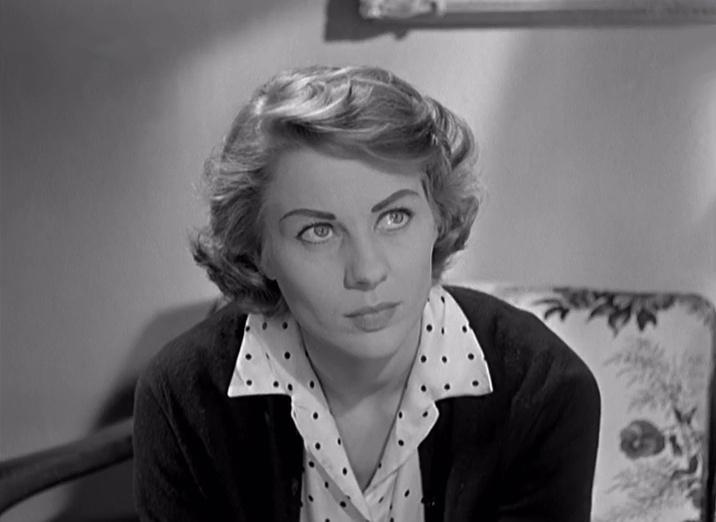
Luciana Angiolillo in Camilla (1954)

- Camilla, regia di Luciano Emmer (1954)
- La grande avventura, regia di Mario Pisu (1954)
- Vergine moderna, regia di Marcello Pagliero (1954)
- Non c'è amore più grande, regia di Giorgio Bianchi (1955)
- Donne sole, regia di Vittorio Sala (1955)
- Primo amore, regia di Mario Camerini (1958)
- Costa Azzurra, regia di Vittorio Sala (1959)
- Le notti dei teddy boys, regia di Leopoldo Savona (1959)
- La regina delle Amazzoni, regia di Vittorio Sala (1960)
- La ragazza con la valigia, regia di Valerio Zurlini (1961)
- Ercole alla conquista di Atlantide, regia di Vittorio Cottafavi (1961)
- La guerra di Troia, regia di Giorgio Ferroni (1961)
- Il sorpasso, regia di Dino Risi (1962)
- Solo contro Roma, regia di Luciano Ricci (1962)
- Il disordine, regia di Franco Brusati (1962)
- Il treno del sabato, regia di Vittorio Sala (1964)
- Amore mio, regia di Raffaello Matarazzo (1964)
- L'idea fissa, regia di Gianni Puccini (1964)
- I due pericoli pubblici, regia di Lucio Fulci (1964)
- Berlino: appuntamento per le spie, regia di Vittorio Sala (1965)
- Inferno a Caracas (Fünf vor 12 in Caracas), regia di Marcello Baldi (1966)
- L'occhio selvaggio, regia di Paolo Cavara (1967)
- Ad ogni costo (Grand Slam), regia di Giuliano Montaldo (1967)

## Doppiatrici
- Renata Marini in Donne sole, La regina delle Amazzoni
- Benita Martini in Il sorpasso
- Dhia Cristiani in Amore mio